# Geographische Isolation
Die geographische Isolation (biologischer Fachbegriff Separation) bezeichnet in der Evolutionstheorie die räumliche Trennung von Populationen durch geographische Faktoren (Gebirge, Wüsten, Eiszeiten, Trennung von Kontinenten usw.) oder Abdriften eines Populationsteils in Isolate. 
Die geographische Separation – z. B. durch Gebirgsbildung oder Grabenbrüche – kann dazu führen, dass sich aus einer Art zwei (oder mehrere) Arten entwickeln: in der Regel herrschen in den getrennten Lebensräumen (wenn auch geringfügig) andere Umweltbedingungen, und damit wirken auf die Populationen veränderte Selektionsfaktoren. Beispielsweise kann sich das Angebot von Futterarten unterscheiden, so dass die Populationen unterschiedliche Anpassungen an das Nahrungsangebot entwickeln.
In jedem Fall entwickeln sich die separierten Populationen unabhängig voneinander. Die Lebensräume sind ja auch langfristig gesehen Veränderungen unterworfen.
Eine Artbildung aufgrund von Separation wird als allopatrische Artbildung bezeichnet.
Den Begriff „Isolation“ sollte man in der Evolutionsbiologie nur dann verwenden, wenn man sich auf Isolationsmechanismen bezieht, also auf Faktoren, die eine genetische Vermischung zweier Populationen verhindern.